# Vera Kublanovskaïa
Vera Nikolaevna Kublanovskaïa (née à Totubalina le 21 novembre 1920, morte le 21 février 2012) est une mathématicienne russe connue pour ses recherches sur les méthodes de calcul numérique du spectre d'une matrice. Elle a proposé l'algorithme QR pour calculer les valeurs propres d'une matrice en 1961, qui a été désigné comme l'un des dix algorithmes les plus importants du XXe siècle,. L'algorithme a été proposé indépendamment par le mathématicien anglais John G. F. Francis en 1959 (mais la publication correspondante n'est sortie qu'en 1961).
Vera Kublanovskaïa naît en 1920 à Krokhona, un petit village près de Belozersk, dans l'Oblast de Vologda en Russie. Elle étudie les mathématiques à l'université d'État de Léningrad et rejoint le Département de Léningrad de l'Institut Steklov de mathématiques de l'Académie des sciences de l'URSS (en) en 1948, où elle travaille toute sa vie. Pendant ses premières années à l'institut, de 1948 à 1955, sa recherche scientifique porte sur les réacteurs nucléaires sous la direction de Leonid Kantorovich. En 1955, elle soutient son mémoire de fin d'études, « L'application du prolongement analytique dans les méthodes numériques de l'analyse ». En 1972, elle soutient sa thèse de doctorat, « L'utilisation de transformations orthogonales pour résoudre des problèmes d'algèbre ».

## Sources
- Jack Dongarra et Francis Sullivan, « Guest editors' introduction: The top 10 algorithms », Computing in Science & Engineering, vol. 2, no 1,‎ 2000, p. 22–23 (ISSN 1521-9615, DOI 10.1109/MCISE.2000.814652).
- Gene H. Golub et Frank Uhlig, « The QR algorithm: 50 years later – its genesis by John Francis and Vera Kublanovskaya, and subsequent developments », IMA Journal of Numerical Analysis, vol. 29, no 3,‎ 2009, p. 467–485 (ISSN 0272-4979, DOI 10.1093/imanum/drp012).
- Ya. Kon'kova, V. N. Simonova et V. B. Khazanov, « Vera Nikolaevna Kublanovskaya. Short Biography », Journal of Mathematical Sciences, vol. 114, no 6,‎ 2000, p. 1755–56 (DOI 10.1023/A:1022491200674).